# RNC Newsリアルタイム
『RNC Newsリアルタイム』（アールエヌシー ニュースリアルタイム）は、2006年4月から2010年3月まで放送されていた、西日本放送（RNC）製作の夕方ローカルニュース番組。放送対象地域である香川県・岡山県関係のニュースをメインに据えつつも、料理コーナーなどを設け、情報番組の側面も持たせたニュース番組である。放送時間は月曜日 - 木曜日 16:53 - 19:00、金曜日 17:00 - 19:00 （JST）。番組中の表記やオープニングでは「RNC NEWSリアルタイム」となる。

## 概要
日本テレビ発の夕方のニュースが『NNNニュースプラス1』から『NNN Newsリアルタイム』へ移行したのに合わせ、RNCも『RNCワイドニュースプラス1』から変更。ただし、キャスター・構成・コーナーはほぼ『RNCワイドニュースプラス1』時代から踏襲された。
2006年10月12日より、地上デジタル放送開始に向けたサイマル放送を開始した関係で番組もHD制作となった。ただし、スタジオと高松本社取材の一部ニュース取材VTRのみで、これ以外の取材VTRや月曜コーナー「旬の料理」など曜日コーナーについては頭角4:3SDのアップコンバート処理がされていた（17時台の東京発では、試験放送期間中はHDではなく額縁放送になっていた。その後はハイビジョンになっている）。
2010年春の改編で日本テレビが『Newsリアルタイム』を同年3月26日をもって放送終了し、3月29日より『news every.』としてスタートするのに合わせる形で『RNC news every.』としてリニューアルし、出演するキャスターや主だった日替わりコーナーは『プラス1』から『リアルタイム』の切り替え時同様に同じくスライドされた。

### 編成について
- 番組は16:53（金曜は17:00）スタートとなっているが、17時台は東京発のため事実上のスタートは18:16からである。
- スタート当初、17時台の大半は東京発だが、関東ローカル天気コーナー「木原さんのお天気」を香川・岡山の天気に差し替えていた。また、月曜 - 木曜のみ「リアル目線」（17:20頃）をローカルニュースに差し替えていた。ただし、東京発の編成の問題から6月頃にはローカルニュース枠は廃止になり、「リアル目線」も全曜日放送となる。
- 2009年4月より「木原さんのお天気」も「街かど天気」にリニューアルし、全国の天気（NNN系のニュース・情報番組の天気コーナーでは岡山・高松の項目が設けられている）となったため、差し替えは17:49頃のヘッドライン（エリアのニュース2項目）のみとなった。
- 17:49頃のヘッドラインのBGMは日本テレビとは異なり、ローカル枠のオープニング直後のBGMを使用していた。
- 金曜日の放送はスタート当初、編成上の都合から金曜日も16:53開始となっていた。開始から約5分間は、ローカルニュースと天気を放送し、2分のステーションブレイクを挿んで東京発に接続していた。このためスタート時から6月までは金曜日のみ「リアル目線」を放送していた。ただし、2008年3月で廃止され、17時開始に改められた。ちなみにこの時のオープニングは18:16のとは違い、天気カメラの映像を背景にしたものであった。
- 18時台には高松のスタジオから香川・岡山のニュースを放送していたが、途中「リアルSPORTS」コーナーをネットする。かつてはオープニングを日本テレビ発の「CGタイトル」ではなく、キャスターの挨拶に差し替えていた時期があった。そして「リアルSPORTS」終了後も、かつては天気カメラの映像に差し替えCM入りしていたが、末期はそのままスタジオに戻ってニュースを伝えていた。
- ほとんどのNNN系列では17時台を自社制作のローカルワイドを放送する局が多い中、17時台の東京発をネットする数少ない地域（先陣を切ったのもRNCだった。当時は『NNNニュースプラス1』）であった。その後、ローカルワイドを廃止または縮小して17時台をフルネットする地域は増加している。
- 16時台に競輪・競艇中継などといった不定期特番の関係で、第1部関東ローカル枠をまるまる休止することがあった。この場合にはバラエティ番組の再放送で穴埋めされていた。
  - ただし、2007年3月8日・2008年3月11日・2009年3月の『香川県公立高校入試解答速報』放送の時には17:30から放送。ローカルニュース・天気を放送し、2007年には「リアルエンタメ」から飛び乗り、2008年には『ニューススクランブル』（読売テレビ）を録画ネットで放送し、2009年には全編自社で流した。
- 新聞のテレビ欄上では2時間通しているが、地上デジタル放送のEPG等では分割されており、16:53 - 17:50（東京発の任意ネット枠『NEWSリアルタイム』）を第1部、17:50 - 18:16（全国ニュース枠『NNN NEWSリアルタイム』）を第2部、実質上の本編となる18:16 - 19:00を第3部としていた。
- 2008年以降、年2回行なわれる報道特番『ACTION 日本を動かすプロジェクト』を当番組枠内でも放送するため休止される。代わりに特番内に放送される『NNNニュース』内のローカル枠において香川・岡山のニュースと天気が放送される。鴨居真理子と山口喜久一郎は休みになるので、代わりに池田弥生（2010年12月23日には磯部恵美）が担当となる。

### 特徴
- 『RNCワイドニュースプラス1』時代の2005年以降の夏季（6月1日 - 9月30日、2006年までは8月31日まで）にはクール・ビズを採用し、男性キャスター（この場合はメインの山口）や現場男性記者のノーネクタイが実施されている（ちなみに昼のニュースなども他の男性アナウンサーはノーネクタイで出演。また、同じキャスターが担当している『NNNきょうの出来事（当時）』のローカルニュースも同様である）。
- ニュース字幕、人物紹介テロップ、オープニング部分は日本テレビのものとはやや違う独自のものを使用していた（短縮放送時には天気カメラ映像をバックにした簡易的なオープニングも用意されていた）。
  - オープニングのCGはまったく異なり、両サイドに花、下部に地球の背景にブルーのリングが転々として「リアルタイム」がズームダウンするもの。
  - タイトルロゴのデザインは、開始当初はリングの部分が日本テレビの青色に対し、RNCは黄色になっていた（2008年4月以降は青色に変更された。ただし、RNC携帯サイトでの番組ページではまだ黄色のまま）。2009年10月から日本テレビが基本色を橙色に変更したものの、RNCは以前のデザインを継続して使用していた。

```
*木曜日に中継コーナーを設けていた時には、『
ズームイン!!SUPER
』で使われている温度計が冒頭に登場していた。頭の部分は『ズームイン』では「RNC」の局ロゴだが、番組中は「RNC NEWSリアルタイム」の番組ロゴに張り替えられていた。
```

## タイムテーブル
時間は目安。●は東京発
- 16:53 オープニング・ニュース●（金曜は17:00・一部祝日は17:25）
- 17:20 リアルウオッチ●
- 17:25 ニュース or リアルFLASH●
- 17:35 木原実の街かど天気●
- 17:40 リアルエンタメ●
- 17:49 エリアニュースの予告ヘッドライン
- 17:50 NNNニュースリアルタイム●
- 18:16 オープニング・ヘッドライン・ニュース
- 18:25 日替わりコーナー
  - 月曜：時をこえて〜今〜（元々は、西日本放送開局50周年記念企画として始まったコーナー）
  - 水曜：おうち de レストラン
  - 木曜：耳寄り百貨
  - 金曜：3海トピックス（日本海テレビ・高知放送と共同制作放送。現在は広島テレビ・四国放送・南海放送も加わっている）
    - 3海トピックスは配信される局によってはVTRもHD。
- 18:36 リアルSports●
- 18:46 ニュース（2項目程度）
- 18:48 天気予報（火曜・木曜には「ヤン坊マー坊天気予報」、金曜には「MOVIX倉敷シネマ天気予報」）
- 18:53 ラストニュース・明日の動き（金曜は週末トピックス）・今日の株価（香川証券提供）・エンディング

※開始から2008年3月までは金曜も16:53開始で、16:58までの5分間エリアのニュースを放送していた。

## 出演者
メインキャスター
- 鴨居真理子（RNCアナウンサー、2007年4月 - 2010年3月)
- 山口喜久一郎（当時RNCアナウンサー、2006年4月 - 2010年3月)

※どちらかが休暇や遠方出張で不在の場合には代役を設けずに一人で進行する。ただし、一部のニュースVTRでは別のアナウンサー（主に日野真）が影読みもしくはナレーションを行なっている場合がある。2009年8月3日から6日に山口が夏休みを取った際、初めて代役として天気コーナーを担当しているアナウンサーが担当（8月3日には磯部、8月4日・5日には野口）。鴨居も山口もともに、次番組『RNC news every.』のメインキャスターを担当している。

※ちなみに、鴨居は日本テレビ側のキャスターの一人・笛吹雅子（日本テレビ報道局記者）とは就職活動時からの友人であり、同じ年にアナウンサーになった間柄である。
水曜コーナー「おうち de レストラン」担当（VTRのみ、以前は「ポワ・エ・デュポン」の厨房で収録されていたが、末期には高松シンボルマークタワー内「ヨンデンプラザ」での収録）
- 宮宇地美穂（RNCアナウンサー）
- 木場巳雄（フランス料理レストラン「ポワ・エ・デュポン」シェフ）

木曜コーナー「耳寄り百貨」担当（VTRのみ）
- 池田弥生（RNCアナウンサー）

天気予報担当（火曜・木曜は「ヤン坊マー坊天気予報」）
- 月曜：野口恵（当時RNCアナウンサー）
- 火曜：磯部恵美（当時RNCアナウンサー）
- 水曜：菊池優（当時RNCアナウンサー）
- 木曜・金曜：図子靖代（RNCアナウンサー）

### 過去の出演者
| 期間      | 期間       | メインキャスター | メインキャスター | 天気予報   | 天気予報   | 天気予報   | 天気予報 | 天気予報 |
| 期間      | 期間       | 男性             | 女性             | 月曜       | 火曜       | 水曜       | 木曜     | 金曜     |
| --------- | ---------- | ---------------- | ---------------- | ---------- | ---------- | ---------- | -------- | -------- |
| 2006.4.3  | 2006.12.27 | 山口喜久一郎     | 植村智子         | 小野田リカ | 小野田リカ | 小野田リカ | 榎本麗美 | 図子靖代 |
| 2007.1.4  | 2007.3.30  | 山口喜久一郎     | 植村智子         | 図子靖代   | 図子靖代   | 図子靖代   | 榎本麗美 | 図子靖代 |
| 2007.4.2  | 2007.9.28  | 山口喜久一郎     | 鴨居真理子       | 図子靖代   | 図子靖代   | 図子靖代   | 榎本麗美 | 図子靖代 |
| 2007.10.1 | 2008.10.3  | 山口喜久一郎     | 鴨居真理子       | 図子靖代   | 図子靖代   | 図子靖代   | 図子靖代 | 図子靖代 |
| 2008.10.6 | 2010.3.26  | 山口喜久一郎     | 鴨居真理子       | 野口恵     | 磯部恵美   | 菊池優     | 図子靖代 | 図子靖代 |